# ماتیا سینکوئینی
ماتیا سینکوئینی (انگلیسی: Mattia Cinquini؛ زادهٔ ۱۱ مهٔ ۱۹۹۰) بازیکن فوتبال اهل ایتالیا است.
از باشگاه‌هایی که در آن بازی کرده‌است می‌توان به باشگاه فوتبال انوسیس نئون پارالیمنی و باشگاه فوتبال نئا سالامیس فاماگوستا اشاره کرد.